# Aerion AS2
Aerion AS2 là máy bay phản lực thương mại siêu thanh được thiết kế bởi hãng Aerion làm việc chung với Airbus, dự định sẽ được đưa vào thị trường trong năm 2023. Chiếc này theo dự định sẽ được cho bay thử lần đầu tiên vào năm 2019. Mỗi chiếc theo dự tính sẽ tốn khoảng 120 triệu đô la Mỹ.,

## Kỹ thuật
AS2 sẽ bay với tốc độ Mach (vận tốc âm thanh) 1.5, thiết kế cánh giảm tối đa lực cản không khí sẽ làm ít tốn nhiên liệu hơn. Hiện tại chỉ có máy bay quân sự mới bay với tốc độ này. Chiếc này dự định sẽ chuyên chở 12 hành khách. NASA đang thử nghiệm nhiều công nghệ khác nhau với máy bay siêu thanh thương mại, qua hợp đồng với Rockwell Collins để giải quyết tiếng nổ siêu thanh. Những quy định mới về tiếng động hàng không sẽ được ban hành 2020 làm cho Aerion phải thay đổi thiết kế từ 2 sang 3 động cơ.
Trong những chiếc máy bay lưu hành nhanh nhất hiện thời có chiếc Gulfstream G650. Nó mặc dù chưa đạt được tốc độ âm thanh, Mach 1 (1.225 km/h), nhưng khi bay những tuyến đường ngắn, nó có thể bay tới tốc độ Mach 0,925 (khoảng 1.100 km/h). Tốc độ bình thường khoảng Mach 0,8 (1.040 km/h). Với tốc độ này Gulfstream G650 có thể bay xa khoảng 13.000 km. Tuy nhiên nó cũng không phải là máy bay thương mại bình thường: Chiếc máy bay này tùy theo thiết kế có thể chở từ 11 tới 18 hành khách.

## Đặt hàng
Vào tháng 11 năm 2015, hãng hàng không Flexjet đã xác nhận đặt $2.4 tỷ cho 20 chiếc Aerion AS2, mà sẽ bắt đầu giao hàng vào năm 2023. Flexjet CEO Kenn Ricci cho biết sẽ dùng những chiếc này cho những chuyến bay ra nước ngoài và cũng như tại Trung Quốc nơi không có những giới hạn về tiếng nổ siêu thanh. Ricci lưu ý, khi máy bay lưu hành với tốc độ Mach 1.2, tiếng nổ sẽ không dẫn tới mặt đất, có thể các nhà quy định luật lệ sẽ cho phép máy bay siêu thanh bay vượt qua đất liền. Flexjet, thuộc hãng Directional Aviation Capital, thường cho khách hàng làm chủ một phần máy bay, thay vì phải mua ngay cả chiếc.